# ایستگاه وحشت
«ایستگاه وحشت» (به انگلیسی: Panic Station) یک تک‌آهنگ از میوز است که در ۳۱ مه ۲۰۱۳ منتشر شد. این تک‌آهنگ در آلبوم قانون دوم قرار داشت.